# Carlos David Cano
Carlos David Cano Marín (Berja, Almería, España, 17 de diciembre de 1969) es un exfutbolista español que se desempeñaba como guardameta.

## Clubes
| Club                       | País   | Año       |
| -------------------------- | ------ | --------- |
| Real Madrid Castilla C. F. | España | 1987-1993 |
| Real Madrid C. F.          | España | 1993-1994 |
| R. C. Celta de Vigo        | España | 1994-1995 |
| Real Oviedo                | España | 1995-1997 |
| Albacete Balompié          | España | 1997-2003 |
| U. D. Almería              | España | 2003-2005 |